# Хайбулаев, Абдулах Тиловурович
Абдула́х Тилову́рович Хайбула́ев (род. 19 августа 2001, Хасавюрт, Дагестан, Россия) — российский футболист, полузащитник клуба «Сабах».

## Карьера

### Молодёжные клубы
Начал играть в академии «Анжи». Провёл единственный матч в М-Лиге против молодёжки «Урала». В 2019 году стал игроком молодёжной команды клуба «Сабах». Периодически привлекался к матчам основной команды.

### «Сабах»
В сентябре 2021 года стал игроком основной команды. Дебютировал в Премьер-лиге Азербайджана в матче против клуба «Сумгаит». В Кубке Азербайджана сыграл в матче с ФК «Кяпаз».